# Marius Leonte
Marius Leonte (n. 20 februarie 1964, Brăila, România – d. 11 august 2021, București, România) a fost un artist vizual român, sculptor și desenator. A activat ca artist independent în domeniul artelor vizuale și al scupturii și a jucat un rol important în lumea artistică ca organizator al mai multor simpozioane de artă contemporană. A expus în România, Olanda, Ungaria, Germania, Grecia, Italia. 
În 1989 a început studiile la Facultatea de Arte Decorative și Design a Institutului de Arte Plastice „Nicolae Grigorescu“ din București. După doi ani s-a transferat la Secția de Sculptură a Institutului de Arte Plastice „Nicolae Grigorescu“, unde a studiat sculptura la clasa Mircea Spătaru & Darie Dup. 
Termină studiile artistice în anul 1994 și începe să fie prezent în expoziții de grup, debutând la Târgul de Artă de la Budapesta. În anii următori, lucrările sale au fost expuse în Galeriile bucureștene „Simeza“, „Căminul artei“, „Artexpo“, pentru ca în 1998 să fie prezent cu mai multe lucrări la expoziția-concurs „Kunst preis 3d Hurth“, din Köln. În anul 1999, a participat la expoziția „Sculptura românească contemporană“ din Atena. Din anul 2003 datează prima expoziție personală, într-un spațiu neconvențional – „Lăptăria lui Enache“ de pe terasa Teatrului Național, unde lucrările sale, expuse mai multă vreme, au intrat în universul vizual al bucureștenilor.  Convingerea sa era că  „nu contează dacă trebuie să creezi ceva pe gunoaie, pe grămezi de fier vechi sau la Lăptarie. Peste tot în jurul meu e un spațiu pe care trebuie să-l folosesc într-un fel sau altul. Asta e menirea unui sculptor.“. O a doua expoziție importantă a fost la Amsterdam, în Olanda, la KunstRAi Art Festival Arhivat în 4 octombrie 2021, la Wayback Machine., în 2004, cu titlul „Ființe“. În 2007, Marius Leonte revine cu o expoziție personală în spațiile publice, în cadrul inițiativei „Parcurile viitorului“ (OMV Petrom) prin care lucrările sale au fost asamblate în parcuri publice din Moinești, Pitești, București, unde se află și astăzi. Frecvența cu care a expus, atât în expoziții cât și în spații neconvenționale, ilustrează convingerea sa că  „…un artist valoros este acela care produce sistematic. Nu e suficient un singur desen, fie el și genial. Van Gogh e un mare pictor pentru tot ceea ce a făcut, nu numai pentru Floarea soarelui.“
Marius Leonte a fost „unul dintre cei mai activi artiști-antreprenori din piața românească“, după ce, la începutul anilor 2000, când și-a început cariera artistică, a realizat că relația între artistic și public este deficitară, apariția galeristului, ca intermediar, lăsându-se așteptată:  „Am hotărât că trebuie să îmi fiu propriul manager și propriul meu galerist. Eu creez produsul, eu îl expun, eu îl vând. Pot spune ca mi-am dus planul la îndeplinire. Dincolo, în străinătate, poți fi boem, poți crea fără a avea alte griji, pentru că există cineva care se ocupă de afacerile tale. Tu nu trebuie decât să produci. Eu am ales să joc și celelalte roluri, în afara celui de artist, iar consecința este că produc mai puțin, probabil jumătate. Dar sunt obligat să optez pentru soluția asta, pentru că altfel nu aș putea face chiar nimic.“
A desfășurat o activitate prodigioasă ca project manager al unor tabere și festivaluri artistice, ce ofereau creatorilor plastici din generația sa – artiști independenți – ocazia întâlnirii dintre creația lor și spațiul public. Într-un interviu din 2014, el relatează cum a ajuns în această postură de antreprenor cultural: „În anii 2000, în condițiile în care sculptura, producția de artă în general, erau ignorate complet, am observat cu câtă inconștiență trece omul pe lângă cea mai valoroasă producție. ARTA. M-am simțit capabil să intervin și cu abilitate să conving atât sponsorul, cât și artistul, să punem umărul și să producem ARTĂ.“

## Proiectul „Instalart“
Cel mai cunoscut proiect pe care l-a coordonat a fost INSTALART, proiect ce își propunea să promoveze artele tridimensionale, respectiv sculptură, land art, obiect, început în 2012 și care a cunoscut mai multe ediții succesive. A fost „un exercitiu invaziv al artei contemporane în spațiul public“. La primele ediții, care s-au desfășurat în Spațiul pentru artă contemporană AiurART, Fratelli Espresso Bar și Galeria Contrast din București, au expus alături de Marius Leonte artiști precum Patricia Teodorescu, Marian Zidaru, Mircea Roman, Cristian Răduță, Sebastia Bârlica, Gheorghe Rasovszky. Într-un interviu din 2017, când proiectul Instalart se afla deja la a 5-a ediție, Marius Leonte mărturisește că dorința sa este, înainte de toate, să expună alături de artiști foarte tineri, precizând că, în ceea ce privește spațiile în care se simte comod să expună lucrările sale, nu-l interesează spațiile instituționalizate (muzee, galerii): „Cel mai mult mă interesează strada. Asta nu pentru a satisface nevoia comunităților de a consuma artă, ci pentru a-mi vedea lucrările în raport cu arhitectura locului. Nu mă interesează nici «implementarea» lor. Nu e treaba mea asta. Sunt satisfăcut să le văd doar în context. După aceea, accept orice. Nu mai sunt ale mele…“ .  
Manifestul artistic al proiectului „Instalart“ se află rezumat în cuvintele rostite de Marius Leonte la deschiderea ediției din Timișoara, în 2017: „Este un anunț/ enunț că arta există, că oamenii au nevoie de ea și că artiștii sunt pregătiți să răspundă acestei nevoi“ .  

## Lucrarea din Piața Constituției
În anul 2016, una dintre lucrările sale, expusă în Piața Constituției în cadrul proiectului Kulturama al Kartell Media, a fost demolată de Primăria Capitalei, condusă în acea perioadă de Gabriela Firea, considerându-se că are „caracter ofensator“. Lucrarea intitulată „Ființă“ a fost asociată cu imaginea unui falus și – deși era expusă temporar, împreună cu alte lucrări  –  a fost dezafectată înainte de termen. Într-un interviu acordat la aceea vreme, Marius Leonte a comentat, ironic, decizia autorităților: „Arta nu este pentru toată lumea.“

## Expoziții personale
- 2003 – Ființe, Terasa Teatrului Național, „Lăptăria lui Enache“
- 2004 – Ființe, KunstRAi Art Festival, Amsterdam, Olanda
- 2004 – Ființe, Galeria „Artline“, Amsterdam, Olanda
- 2007 – Ființe, Parcurile Viitorului (OMV Petrom) în Moinești, Pitești, București
- 2019 – Îndrăgostiții, pe plajă, (ashtray) Vama Veche
- 2019 – Ana, reciclare prin artă, Vama Veche
- 2021 – Doi. Oțel sudat + intervenție Iulian Cristea și Anton Soltan, Vama Veche

## Expoziții de grup și simpozioane de sculptură
- 2017 – Simpozion Sculptură /Instalart/Sculptura/000/ , Timișoara, (artist, project manager, curator);
- 2015 – Open field sculpture / Centrul Cultural Mogoșoaia, curator, Simona Vilău -curator, București;
- 2015 – C.A.R.( Contemporary Art Ruhr 2015) Essen, Germania
- 2014 – Desen (Drawing), Pleshocontemporary gallery București
- 2013 – Design/Instalart/Sculpture/001/ București, (project manager, curator)
- 2012 – Simpozion Sculptură /Instalart/Sculpture/001/ București, (artist, project manager, curator)
- 2011 – Șetran/ Leonte/pictură/sculptură/ MOIR design concept store/ Bucharest;
- 2011 – Simpozion Sculptură / Spațiu expandat/ Volumart/ Kiseleff Park/ Bucharest;
- 2008 – Dulceamar, sculptură, Curtea Veche Gallery, curator Erwin Kessler, Bucharest
- 2007 – Desenele sculptorilor, București
- 2006 – Salonul de sculptură mică, București
- 2004 – Portret, București, Palatul Mogoșoaia, București
- 2003 – Preview, Muzeul de Arta Contemporană, București
- 2003 – Artuborg, Timișoara, simpozion de sculptură (artist, project manager)
- 2002 – Artuborg, Constanța, simpozion de sculptură (artist, project manager)
- 2002 – Simpozionul Internațional de Sculptură, Sângeorz
- 2001 – Artuborg, București, simpozion de sculptură (artist, project manager)
- 2000 – Accente, Muzeul Literaturii Române, București
- 1999 – Accente, Muzeul Literaturii Române, București
- 1999 – Sculptură & Desen, Galeria Orizont, București
- 1999 – Sculptura Româneasca Contemporană, Atena
- 1999 – Dante, simpozion de sculptură, București și Ravenna
- 1999 – Studio 35, Galeria Eforie, București
- 1998 – Kunst Preis 3d Hurth (Germania)
- 1998 – Festivalul de Muzică Contemporană, Bacău
- 1998 – Sculptură & desen, studio 35, Galeria Eforie, București;
- 1997 – Sculptură & desen, Galeria Simeza, București
- 1997 – Nasty Sun, Galeria Artexpo, București
- 1996 – Obiect / Subiect, Căminul Artei
- 1996 – Studio 35, Galeria Eforie, București

## Premii
1999 – Premiul „George Apostu“ pentru sculptură, Uniunea Artiștilor Plastici din România 
2002 – Premiul pentru Artă Monumentală, Uniunea Artiștilor Plastici din România. 

## Lucrări în spații publice
Muzeul Național de Artă Contemporană România, Muzeul de Artă Recentă, Timișoara, București, Constanța

## Aprecieri critice
„Sculptura lui Marius Leonte poartă, în contorsiunile și echilibristica ei uneori funambulescă, încrederea în fermitatea ultimă a unei verticalități păstrate cu greu, la fel ca și accesibilitatea fundamentală a lucrurilor lumii, oricât de absconse, dure, țepoase sau tăioase ar fi ele. Aceste certitudini de ultim nivel sunt, la suprafață, mereu și violent contrazise de torturile prin care se menține verticala, de numeroasele rupturi și spărturi ce dezgolesc vulnerabilitatea formelor durabile, aparent stabile. Sculptura sa e lucrătura neîncetată a dubiului în materia perenului.“ Erwin Kessler (2012, discurs de prezentare a expoziției instalart/ sculptura/001)
Marius Leonte, făuritor independent de ființe
Marius Leonte este un artist român format în anii ’90. Sculpturile sale se remarcă prin formele organice specifice, nebuloase, durate în fier ruginit și bronz dur. Intitulate generic Ființe, sculpturile sale sunt entități autonome, independente de orice imagerie din sfera biologicului. Ele se instaurează ca obiecte noi în lume, animate de energia vitală imprimată de traducătorul lor. Marius Leonte este artistul care a reușit să organizeze trei simpozioane de sculptură sub egida Tuborg. Proiectul ArTuborg și-a lăsat amprenta pe trei orașe – București, Constanța și Timișoara, prin sculpturi concepute de artiști din domenii diverse, de la pictori și designeri, la ceramiști și sticlari. În 2003 clienții terasei Lăptăriei lui Enache de pe Teatrul Național București puteau petrece o seară în oraș în ambianța intrigantelor sculpturi gigantice din fier din cadrul expoziției personale Marius Leonte. În prezent, Marius Leonte trăiește și creează în București. Opera sa se găsește în intregime în colecții particulare și publice. (extras din catalogul expoziției  „Șetran/Leonte: Moir Concept Store, 2011)

„Tăcute, masive, cu un puls aleatoriu (de aceea interesant), ele (nr: sculpturile) dezvăluie virtuozitatea, spectacolul și, aș zice, inconfortul fericit chiar, caracteristice unei piese de jazz.“ Oana Tănase, critic de artă
„Instinctiva consimțire la un «antropomorfism subliminal» este cea care a dezvoltat seria semnată Leonte. Cadențată în două registre diferite ca dimensiuni și manieră de tratare a metalului, în interiorul acestei familii lucrările sunt încă atat de autonome, încât lectura lor individuală le și însingurează aproape. Și atunci, deși nu se alunecă în descriptiv, prin misterul formei se și narează. Iar povestea se dilată mai mult atunci când suprafața este instabilă: seduse de rugină, «Ființele» lui Leonte poartă cu ele amprenta timpului.“  
Oana Tănase, critic de artă (despre expoziția de sculptură din iulius mall, iunie 2008)

## Legături
- Marius Leonte vorbește despre proiectul Instalart la Digicult
- Pagina Marius Leonte Arhivat în 25 septembrie 2021, la Wayback Machine. pe www.sculpture.ro
- Svetlana Cârstean, interviu cu ML, Nu există spații neconvenționale, există doar spații, „Observator Cultural”, 25 iunie 2002
- ARTELAGUNA World, Marius Leonte
- Blog personal, secțiunea „Sculptura mea”
- Erwin Kessler despre expoziția „Dulceamar“ la Curtea Veche, în 2014, cuprinzând picturile Ecaterinei Vrana și sculpturile lui Marius Leonte
- Lucrări ML pe ARTIndex.ro
- Galerie foto de la vernisajul expoziției „Șetran/Leonte: Moir Concept Store”, 15 decembrie 2011.
- Cătălin Cioabă, Marius Leonte și întrebările fără răspuns, Contributors, 21 august, 2021